# Rhynchostylis coelestis
Rhynchostylis coelestis (Syn.: Vanda coelestis (Rchb. f.) Motes) ist eine Pflanzenart aus der Gattung Phalaenopsis innerhalb der Familie der Orchideen (Orchidaceae). Sie wächst als Epiphyt in Indochina in Myanmar, Laos, Kambodscha, Thailand und Vietnam.

## Beschreibung

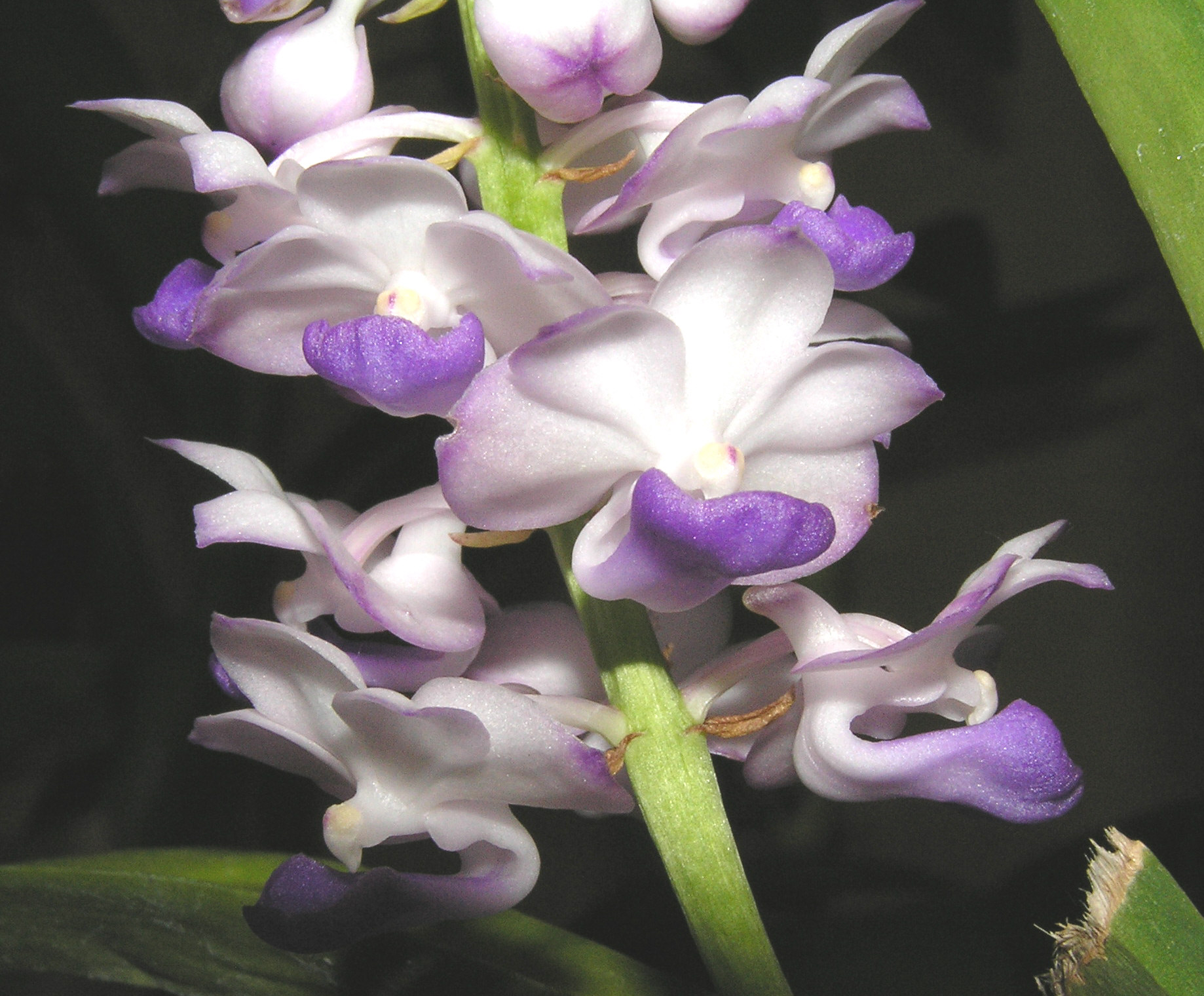
Nahaufnahme des Blütenstandes

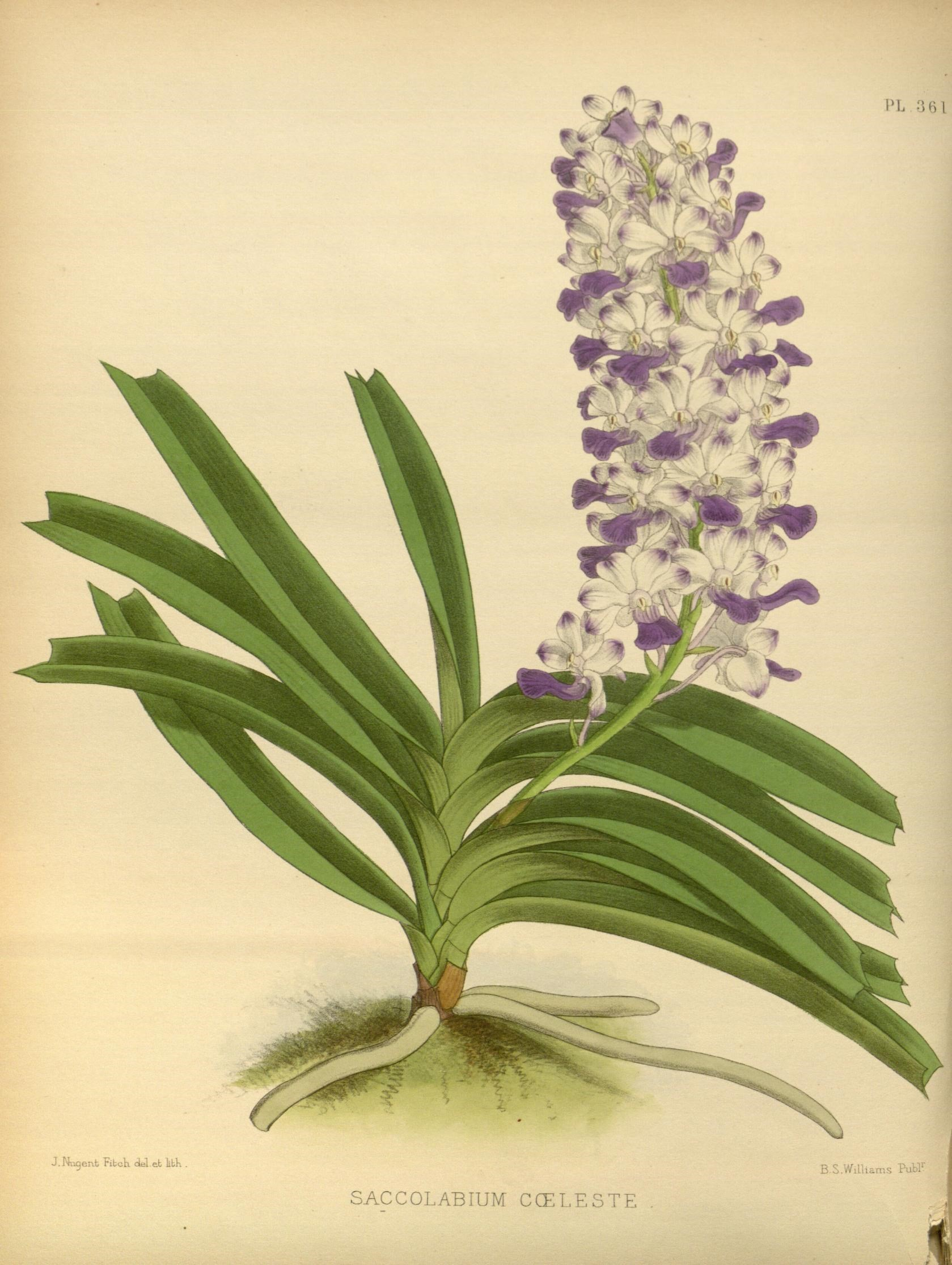
Illustration aus R. Warner, B. S. Williams: The Orchid Album, Volume 08, 1889, Tafel 361

### Vegetative Merkmale
Rhynchostylis coelestis wächst epiphytische als ausdauernde krautige Pflanze. Die verzweigte Sprossachse kann ein Wuchshöhe von 10–25 cm erreichen. Die harten Laubblätter sind bis zu 17 Zentimeter lang sowie etwa 2 Zentimeter breit, tief gefurcht und bogenförmig.

### Generative Merkmale
In aufrechten traubigen Blütenständen stehen 20 bis 50 Blüten dicht zusammen. Die zwittrigen, duftenden, weißen, rosafarben oder blauen Blüten sind zygomorph und weisen eine Breite von etwa 2,2 Zentimetern auf. Der Sporn ist flach und die obere Hälfte ist nach vorne gebogen.

### Chromosomensatz
Die Chromosomenzahl von Rhynchostylis coelestis beträgt 2n = 38.

## Bestäubung
Die Bestäubung erfolgt tagsüber durch Bienen.

## Taxonomie
Die Erstbeschreibung erfolgte 1885 unter dem Namen (Basionym) Saccolabium coeleste durch Heinrich Gustav Reichenbach in The Gardeners' Chronicle & Agricultural Gazette, Volume 1, S. 692. Das Artepitheton coelestisleitet vom lateinischen Wort caelum für „Himmel, himmlisch“ ab und bezieht sich auf die blaue Blütenfärbung. Der Name Rhynchostylis coelestis (Rchb. f.) A.H.Kent ex H.J.Veitch wurde 1891 durch Adolphus Henry Kent in John Gould Veitch: Manual of Orchidaceous Plants Cultivated Under Glass in Great Britain, Volume 7, S. 53 veröffentlicht.
Die Einordnung dieser Art in die Gattung Rhynchostylis ist durch einen Autor weiterhin umstritten, obwohl sie von einzelnen Autoren als Art der Gattung anerkannt ist. Eine Studie von Wongsa et al. 2013 identifiziert diese Art auf der Grundlage des Amplified Fragment Length Polymorphism als basale Art der Gattung Rhynchostylis und somit als Schwestergruppe der anderen Rhynchostylis-Arten.
Der akzeptierte Artname ist seit Motes 2021 Vanda coelestis (Rchb. f.) Motes.